# الانتخابات التشريعية الأنغولية 2017
أقيمت الانتخابات التشريعية في أنغولا يوم 23 أغسطس 2017، بالرغم من تأجيل التصويت حتى 26 أغسطس في 15 مركز اقتراع بسبب سوء الاحوال الجوية في يوم الانتخابات. ويصبح مرشح الحزب الفائز في الانتخابات رئيساً للبلاد. ومن المتوقع فوز حزب الحركة الشعبية لتحرير أنغولا الحاكم الذي يرأسه جواو لورنسو. وقد أظهرت النتائج الأولية فوز الحزب الحاكم بفارق واضح.

## خلفية
ساد الاعتقاد في البداية أن جوزيه إدواردو دوس سانتوس الذي شغل منصب رئاسة أنغولا لمدة طويلة سيقود حزب الحركة الشعبية لتحرير أنغولا الحاكم في الانتخابات قبل تنحيه المحتمل عام 2018، ولكن انتهى الأمر بتعيين الحزب جواو لورنسو وهو وزير الدفاع ونائب رئيس الحزب في شهر ديسمبر من عام 2016 مرشحاً عن الحزب وعليه مرشح الحزب لمنصب الرئاسة. عُرِف لورنسو بولائه الكبير لدوس سانتوس. تم تعيين بورنيتو دي سوزا كمرشح لمنصب نائب الرئيس.

## النظام الانتخابي
يتم انتخاب أعضاء الجمعية الوطنية البالغ عددهم 220 بطريقتين: يُنتخب 130 منهم عبر طريقة التمثيل النسبي مغلق القائمة في دائرة انتخابية واحدة على مستوى البلاد، مع تخصيص المقاعد بشكل متناسب. وينتخب الأعضاء الباقون (90 عضواً) في 18 دائرة انتخابية تتألف من خمسة مقاعد، وذلك باستخدام طريقة هوندت. الحد الأدنى لسن الناخبين هو 18 عاماً ويشترط على الناخب أن لا يكون مفلساً لم يرد اعتباره أو مداناً جنائياً أو يحمل جنسية مزدوجة أو أن يكون غير عاقل. كما يشترط على المرشحين أن يكونوا قد بلغوا 35 سنة كحد أدنى.

## النتائج الأولية
| الحزب                                          | الأصوات   | %     | إحصاءات | +/–  |
| ---------------------------------------------- | --------- | ----- | ------- | ---- |
| الحركة الشعبية لتحرير أنغولا                   | 2,802,806 | 64.58 |         |      |
| يونيتا                                         | 1,043,255 | 24.04 |         |      |
| التقارب الواسع لإنقاذ أنغولا-التحالف الانتخابي | 371,724   | 8.56  |         |      |
| حزب التجديد الاجتماعي                          | 59,357    | 1.37  |         |      |
| الجبهة الوطنية لتحرير أنغولا                   | 41,034    | 0.95  |         |      |
| التحالف الوطني القومي                          | 22,471    | 0.52  |         | جديد |
| أصوات فارغة/باطلة                              |           | –     | –       | –    |
| المجموع                                        |           | 100   | 220     | 0    |
| الأصوات المسجلة/معدل المشاركة                  | 9,317,294 | 76.83 | –       | –    |
| المصدر: سابو (65% جرى عدها)                    |           |       |         |      |